# Marquard II Breetholt
Marquard II Breetholt (Bretholt), född omkring 1395, död 1475, var borgmästare i hansestaden Reval (Tallinn), och köpman i tyska Hansan. Han är den tidigast kände stamfadern för ätten Breitholtz.

## Biografi
Marquard II kom till Reval 1421, sannolikt från Visby, och omtalas då som medlem av Tafelgilde (Bordsgillet), som tog sig an de fattiga i staden. Som ogift var han 1424-1431 medlem av Bruderschaft der Schwarzhäupter i Reval, ett inflytelserikt brödraskap inom Hansan, .
1430 omtalas "Marquart Bretholt" som köpman av Tyska Hansan. Med säte i Reval, där han förvärvade flera hus, drev han från 1424 handel med Novgorod, Åbo, Visby, Lübeck, Brygge och Biscaya och handlade med varor som malt, korn, lin, biscayasalt, kläde, vax och vin. Marquard II blev borgare i Reval 1437 och satt i Revals råd som rådsherre 1439-1474, från 1449 som borgmästare. Han representerade Reval vid flera livländska stadsdagar i Wolmar och Pernau 1442-1455 och i hansadagen i Wismar 1464.
Som föreståndare för S:t Johannissjukhuset i Reval 1447-1474 ansvarade Marquard II för sjukhusets omfattande jordbruksegendomar i Estland. Han grundade därvid Muuga, en by vid kusten med gårdar och kvarnar, som av esterna uppkallade efter Marquard II, som sedan han blivit munk allmänt kallades för "Munken" (estniska: 'Muuga').
Marquard II Breetholt gifte sig (före 7 augusti 1439) med en dotter till Revalborgmästaren Cost van Borstel och kom därmed att bli indragen i en arvstvist efter den förmögne hansaköpmannen Jakob Frese. Tvisten ledde till att Marquard II och den part han tillhörde bannlystes 1458 av påven Pius II. Tvisten avgjordes 1460 slutligen vid den kejserliga domstolen i Wien, varefter påven avlyste bannet. Domslutet måste ha varit till fördel för van Borstels parti, eftersom Marquard II:s son Marquard Bretholt III (1450-1516), även han borgmästare i Reval, hade kontrollen över Fresearvet ännu vid sin död.
På äldre dagar blev Marquard II munk i Birgittinorden, vars kloster i Pirita (svenska: 'Birgitta') öster om Reval var ett blandat kloster för både munkar och nunnor.

### Arkiv
- Breitholtz Släktarkiv KB HA L104, Kungliga Biblioteket, Stockholm
- Revals stadsarkiv, Tallinn, Estland.